# Anton Peter Böhm
Anton Peter Böhm (1785–1870, Jáchymov) byl kněz, kartograf a historik.

## Život
Studoval historii a teologii. Po studiích se stal postupně kaplanem (1811), knězem (1812–1815) a děkanem (1815–1860) v Jáchymově.

## Dílo
Jeho celoživotním dílem byla rukopisná kronika Gedächtnis Beitrag über die k. freye Bergstatt Joachimsthal (Pamětní příspěvek o královském svobodném městě Jáchymově), mapující město v letech 1515–1835. Tato kronika byla objevena a připravena k tisku v roce 2004 v německém městě Kemptenu v oblasti Allgäu. Kniha má velikost 23 cm x 36,5 cm x 8 cm. Obsahuje 332 listů neboli 664 stran a jsou v ní i mapy, nákresy a plány. Nejvýznamnějšími jsou mapy kostelů, kaplí a křížů, zobrazení prvních mincí ražených ve městě a znaky cechů. Dále jsou v knize místa umístění dolů a štol. Zatím jsou k dispozici jen opisy knihy, které jsou k nahlédnutí v několika knihovnách v Německu.